# Squalus
Genre
Squalus est un genre de requins, de la famille des Squalidae.

## Description et caractéristiques
Ce sont de petits requins aux grands yeux, vivant souvent en eaux profondes. Ils sont pourvus d'une épine venimeuse à la base antérieure de leurs nageoires dorsales. 

## Liste des espèces
| Selon FishBase (10 mars 2016) : - Squalus acanthias Linnaeus, 1758 - Aiguillat commun - Squalus albifrons Last, White & Stevens, 2007 - Squalus altipinnis Last, White & Stevens, 2007 - Squalus blainville (Risso, 1827) - Aiguillat coq - Squalus brevirostris Tanaka, 1917 - Squalus bucephalus Last, Séret & Pogonoski, 2007 - Aiguillat à grosse tête - Squalus chloroculus Last, White & Motomura, 2007 - Aiguillat aux yeux verts - Squalus crassispinus Last, Edmunds & Yearsley, 2007 - Squalus cubensis Howell Rivero, 1936 - Aiguillat de Cuba - Squalus edmundsi White, Last & Stevens, 2007 - Aiguillat d'Edmund - Squalus formosus White & Iglésias, 2011 - Squalus grahami White, Last & Stevens, 2007 - Squalus griffini Phillipps, 1931 - Squalus hemipinnis White, Last & Yearsley, 2007 - Aiguillat à nez court d'Indonésie - Squalus japonicus Ishikawa, 1908 - Aiguillat du Japon - Squalus lalannei Baranes, 2003 - Squalus megalops (Macleay, 1881) - Aiguillat à nez court - Squalus melanurus Fourmanoir & Rivaton, 1979 - Aiguillat à queue noire - Squalus mitsukurii Jordan & Snyder, 1903 - Aiguillat épinette - Squalus montalbani Whitley, 1931 - Aiguillat des Philippines - Squalus nasutus Last, Marshall & White, 2007 - Squalus notocaudatus Last, White & Stevens, 2007 - Squalus rancureli Fourmanoir & Rivaton, 1979 - Aiguillat cyrano - Squalus raoulensis Duffy & Last, 2007 - Squalus suckleyi (Girard, 1855) | Selon ITIS (10 mars 2016) : - Squalus acanthias Linnaeus, 1758 - Squalus acutipinnis Regan, 1908 - Squalus acutirostris Chu, Meng & Li, 1984 - Squalus albifrons Last, White & Stevens, 2007 - Squalus altipinnis Last, White & Stevens, 2007 - Squalus blainville (Risso, 1827) - Squalus brevirostris Tanaka, 1917 - Squalus bucephalus Last, Séret & Pogonoski, 2007 - Squalus chloroculus Last, White & Motomura, 2007 - Squalus crassispinus Last, Edmunds & Yearsley, 2007 - Squalus cubensis Howell Rivero, 1936 - Squalus edmundsi White, Last & Stevens, 2007 - Squalus formosus White & Iglésias, 2011 - Squalus grahami White, Last & Stevens, 2007 - Squalus griffini Phillipps, 1931 - Squalus hemipinnis White, Last & Yearsley, 2007 - Squalus japonicus Ishikawa, 1908 - Squalus lalannei Baranes, 2003 - Squalus megalops (Macleay, 1881) - Squalus melanurus Fourmanoir & Rivaton, 1979 - Squalus mitsukurii Jordan & Snyder in Jordan & Fowler, 1903 - Squalus montalbani Whitley, 1931 - Squalus nasutus Last, Marshall & White, 2007 - Squalus notocaudatus Last, White & Stevens, 2007 - Squalus rancureli Fourmanoir & Rivaton, 1979 - Squalus raoulensis Duffy & Last, 2007 - Squalus suckleyi (Girard, 1855) |

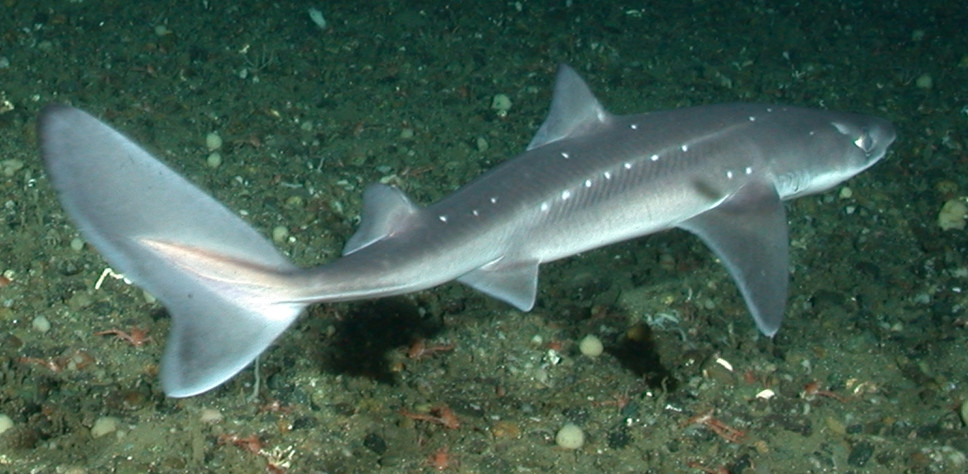
Squalus acanthias
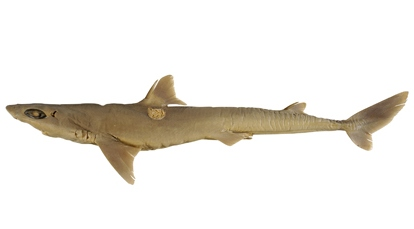
Squalus altipinnis
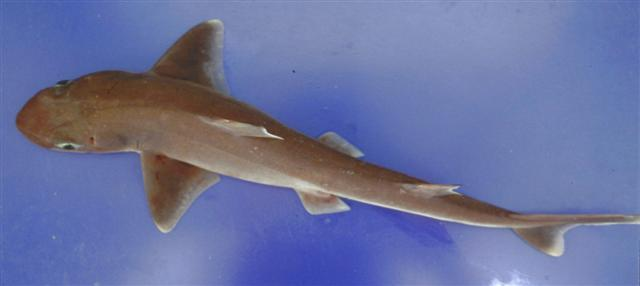
Squalus blainville
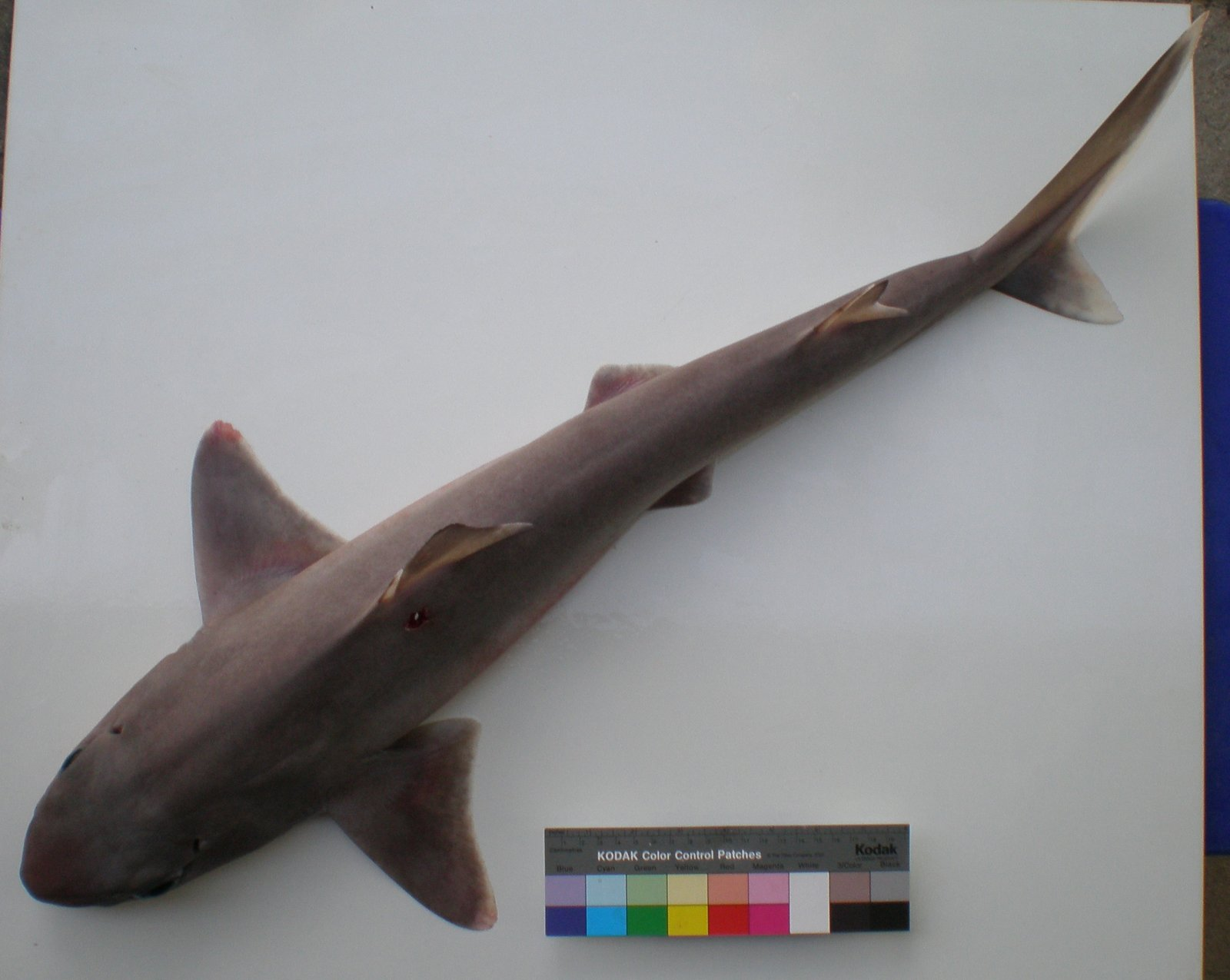
Squalus bucephalus
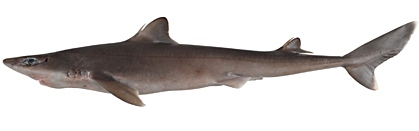
Squalus chloroculus
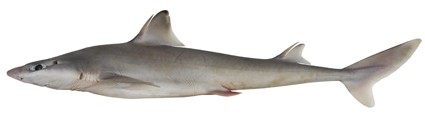
Squalus crassispinus
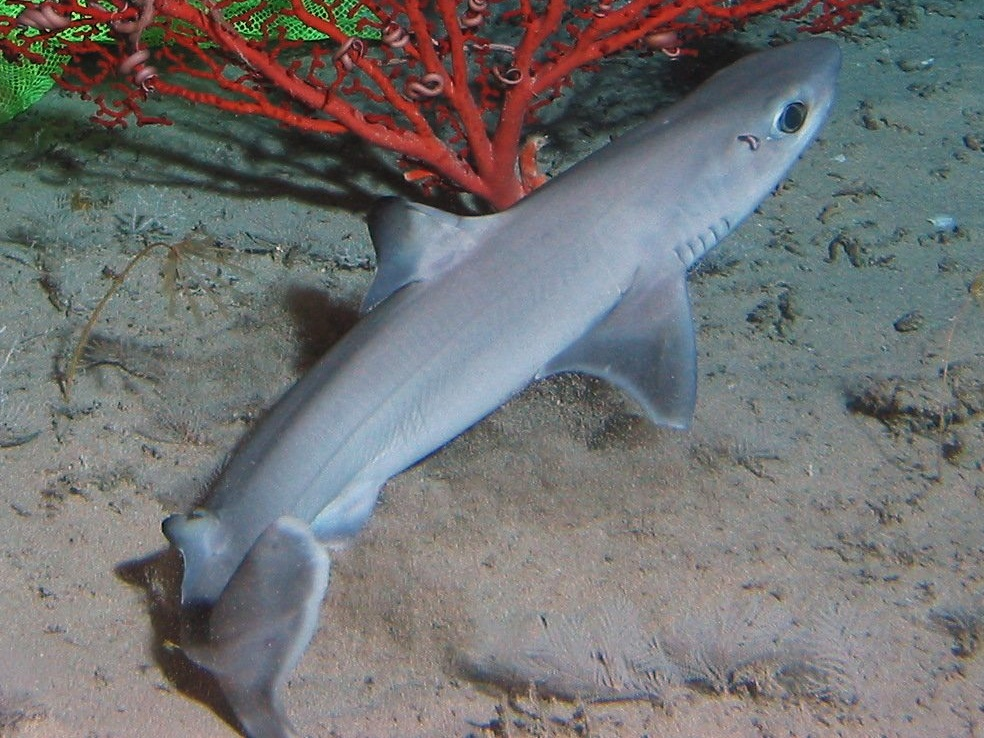
Squalus cubensis
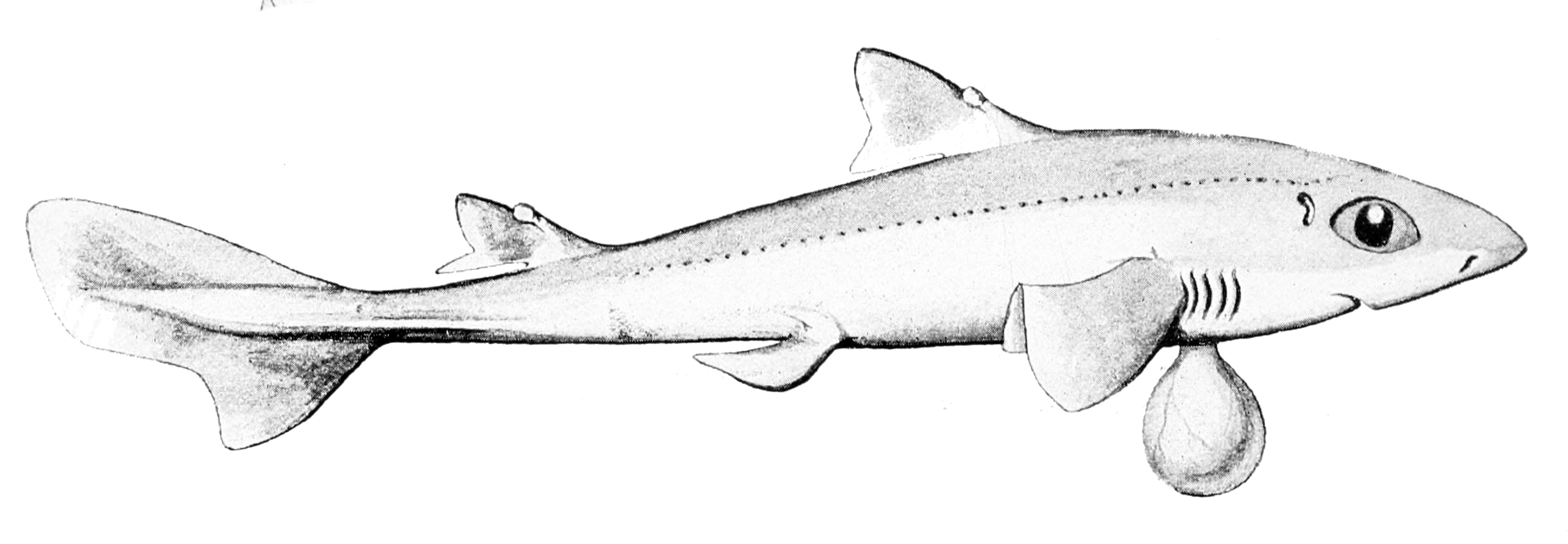
Squalus megalops
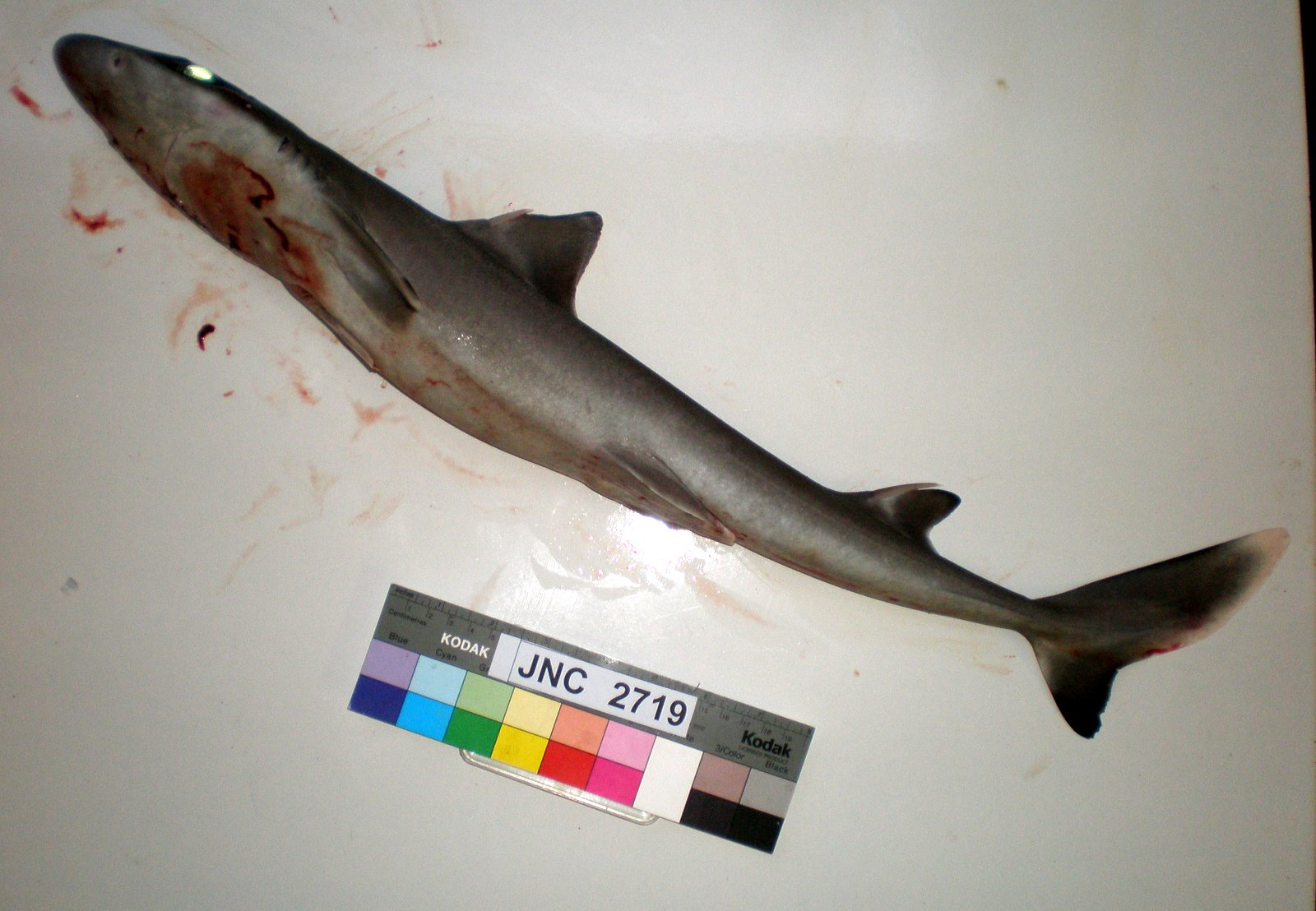
Squalus melanurus
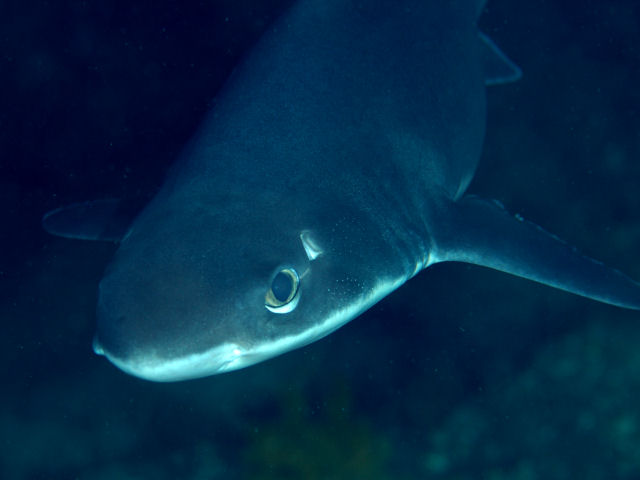
Squalus mitsukurii